# Rudi Ball
Rudolf „Rudi“ Ball (* 22. Juni 1911 in Berlin; † 19. September 1975 in Johannesburg, Südafrika) war ein deutscher Eishockeyspieler (Stürmer) und ist Mitglied der IIHF Hall of Fame und der Hockey Hall of Fame Deutschland. Seine beiden Brüder Gerhard und Heinz waren ebenfalls Eishockeyspieler.

## Karriere
Seine Karriere dauerte 24 Jahre, von 1928 bis 1952. Er spielte für den Berliner SC 1928 bis 1933 und 1936 bis 1944, den EHC St. Moritz 1933/34, HC Diavoli Rossoneri Milano 1934 bis 1936, EG Eichkamp Berlin 1946 bis 1948, Tigers IHC 1949/50 und Wolves IHC 1950/51. In der Zeit vor dem Zweiten Weltkrieg war er einer der populärsten und besten Eishockeyspieler in Europa. In seiner gesamten Karriere erzielte er über 500 Tore.
Zwischen 1929 und 1938 spielte er 49-mal für die deutsche Eishockeynationalmannschaft und erzielte 19 Tore. Bei den Olympischen Winterspielen 1936 war Rudi Ball, dessen Vater Jude war, der einzige deutsche Teilnehmer jüdischer Abstammung. Da er aufgrund der Nürnberger Gesetze als „Halbjude“ galt, konnte er in der deutschen Mannschaft starten, ohne der nationalsozialistischen Politik zu widersprechen. Auf der anderen Seite wurde im Ausland nicht so genau unterschieden und er galt als Erfolg der Politik des Internationalen Olympischen Komitees. Auch bei den Sommerspielen desselben Jahres in Berlin stand mit der Fechterin Helene Mayer eine Teilnehmerin (halb)jüdischer Abstammung in der deutschen Olympiamannschaft.
1948 zog er nach Johannesburg (Südafrika), wohin seine Eltern 1936 ausgewandert waren; dies war durch die Teilnahme Rudi Balls an den Olympischen Spielen möglich geworden. Seine Brüder Gerhard Ball und Heinz Ball waren ebenfalls Eishockeyspieler.

## Auszeichnungen

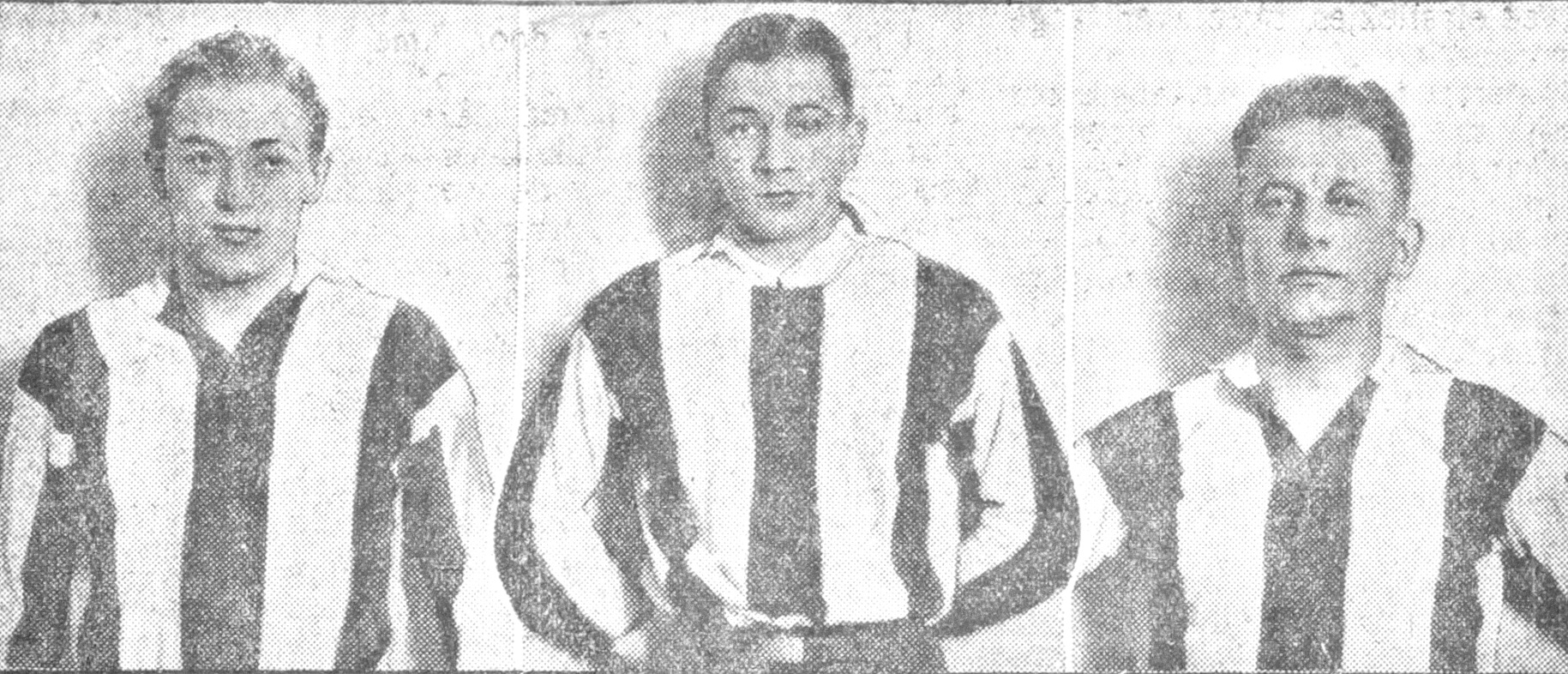
Rudi Ball (Mitte) zwischen Gustav Jaenecke und Erich Römer (1932)

- Bronzemedaille bei den Olympischen Winterspielen 1932
- Silbermedaille bei der Eishockey-Weltmeisterschaft 1930
- Goldmedaille bei der Eishockey-Europameisterschaft 1930
- Bronzemedaille bei der Eishockey-Weltmeisterschaft 1932
- Bronzemedaille bei der Eishockey-Europameisterschaft 1936 und Eishockey-Europameisterschaft 1938
- 8-mal Deutscher Meister zwischen 1928 und 1944
- Italienischer Meister 1935 und 1936
- Gewinner des Spengler Cups in den Jahren 1928, 1934 und 1935
- Gewinner der südafrikanischen Eishockeymeisterschaft 1951
- Aufnahme in die IIHF-HHOF im Jahre 2004
- Aufnahme in die International Jewish Sports Hall of Fame 2023[3]